# 布洛涅-让·饶勒斯站
布洛涅-让·饶勒斯站（法語：Boulogne - Jean Jaurès）是法国巴黎地铁10号线的一个车站，位于布洛涅-比扬古的让·饶勒斯大道地下，于1980年10月3日启用。

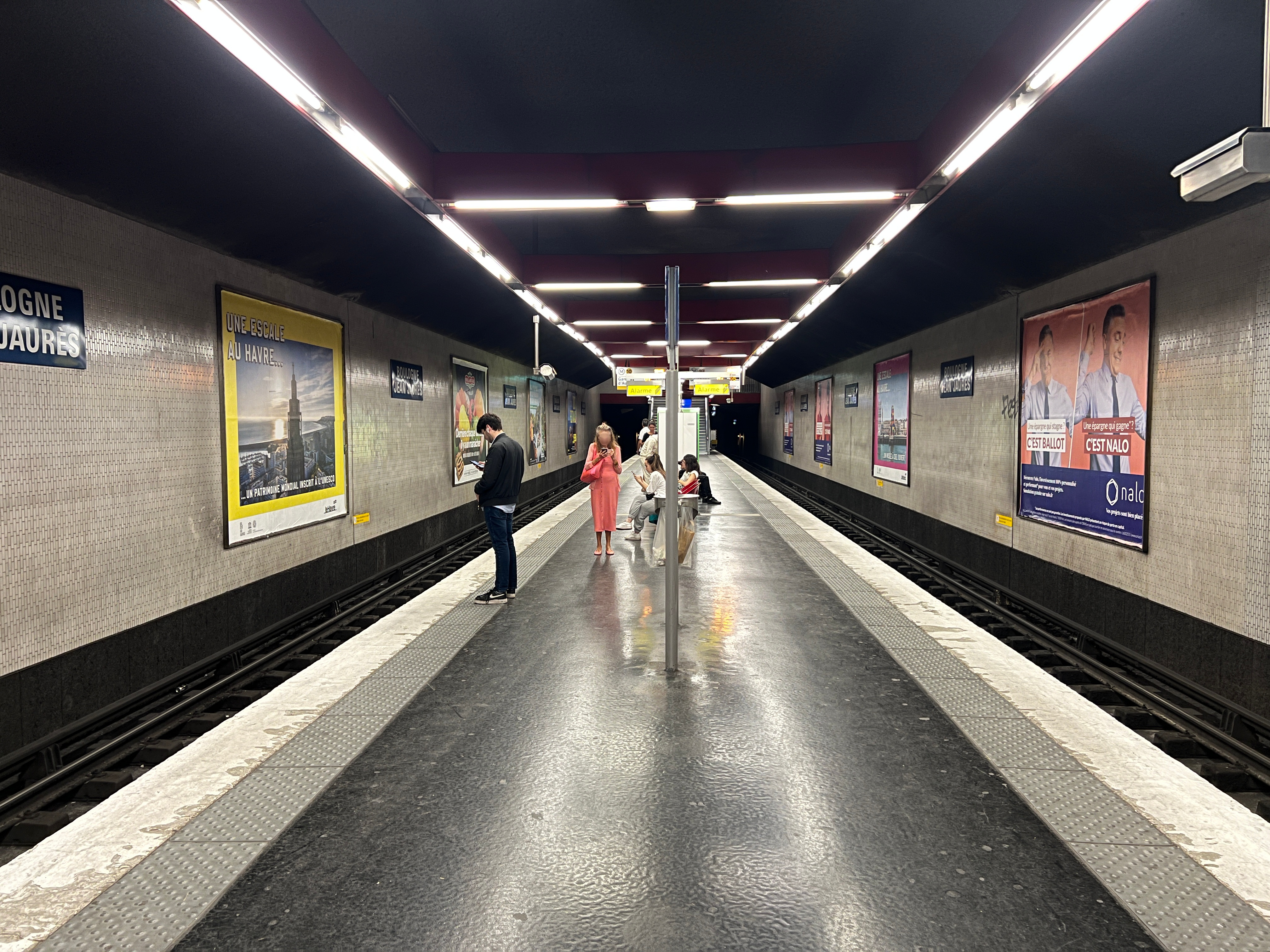
月台（2022年7月）

## 車站結構
| 街道層 |                    |                                      |
| B1     | 夾層               |                                      |
| 月台層 | 西行               | 往布洛涅-聖克盧橋（總站）            |
| 月台層 | 島式月台，左側開門 |                                      |
| 月台層 | 東行               | 往奧斯特里茨站（米歇爾-安熱-莫利托） |